# 曼雷萨
曼雷萨（西班牙语，加泰隆尼亞語發音：[mənˈrɛzə]）是西班牙加泰罗尼亚巴塞罗那省的一个市镇，距离巴塞罗那65.9公里。总面积42平方公里，总人口76170人（2013年），人口密度1828人/平方公里。